# Campeonato Ecuatoriano de Fútbol Serie A 2015
 Campeonato Ecuatoriano de Fútbol Serie A 2015 är den högsta divisionen i fotboll i Ecuador för säsongen 2014 och består av två mästerskap - Primera Etapa och Segunda Etapa (första och andra etappen). Vardera mästerskap består av tolv lag som spelade en match hemma och en match borta mot varandra, vilket innebar 22 matcher per lag och mästerskap. Primera División kvalificerar även lag till Copa Libertadores 2016 och Copa Sudamericana 2016. Vinnaren av varje mästerskap kvalificerar sig till en final där 2014 års säsongs mästare koras.

## Poängtabeller
Tabellen är uppdaterad med matcher spelade till och med den 25 november 2015.
| Nr | Lag                  | S  | V  | O | F  | GM | IM | MS  | P  |
| -- | -------------------- | -- | -- | - | -- | -- | -- | --- | -- |
| 1  | LDU Quito            | 22 | 13 | 8 | 1  | 28 | 10 | +18 | 47 |
| 2  | Emelec               | 22 | 13 | 6 | 3  | 41 | 18 | +23 | 45 |
| 3  | Independiente        | 22 | 12 | 6 | 4  | 35 | 24 | +11 | 42 |
| 4  | Barcelona            | 22 | 10 | 3 | 9  | 33 | 24 | +9  | 33 |
| 5  | Deportivo Quito      | 22 | 7  | 8 | 7  | 33 | 37 | −4  | 29 |
| 6  | El Nacional          | 22 | 8  | 4 | 10 | 28 | 24 | +4  | 28 |
| 7  | River Ecuador        | 22 | 7  | 5 | 10 | 27 | 32 | −5  | 26 |
| 8  | Mushuc Runa          | 22 | 7  | 5 | 10 | 25 | 38 | −13 | 26 |
| 9  | Deportivo Cuenca     | 22 | 5  | 8 | 9  | 25 | 37 | −12 | 23 |
| 10 | Aucas                | 22 | 5  | 7 | 10 | 32 | 34 | −2  | 22 |
| 11 | Universidad Católica | 22 | 5  | 6 | 11 | 22 | 31 | −9  | 21 |
| 12 | LDU Loja             | 22 | 5  | 4 | 13 | 17 | 37 | −20 | 19 |

| Nr | Lag                  | S  | V  | O | F  | GM | IM | MS  | P  |
| -- | -------------------- | -- | -- | - | -- | -- | -- | --- | -- |
| 1  | Emelec               | 22 | 12 | 7 | 3  | 42 | 20 | +22 | 43 |
| 2  | LDU Quito            | 22 | 13 | 3 | 6  | 42 | 26 | +16 | 42 |
| 3  | Universidad Católica | 22 | 12 | 4 | 6  | 35 | 27 | +8  | 40 |
| 4  | Independiente        | 22 | 11 | 4 | 7  | 45 | 30 | +15 | 37 |
| 5  | Aucas                | 22 | 8  | 8 | 6  | 27 | 25 | +2  | 32 |
| 6  | Barcelona            | 22 | 8  | 7 | 7  | 23 | 21 | +2  | 31 |
| 7  | River Ecuador        | 22 | 7  | 7 | 8  | 26 | 30 | −4  | 28 |
| 8  | LDU Loja             | 22 | 8  | 3 | 11 | 28 | 33 | −5  | 27 |
| 9  | Deportivo Cuenca     | 22 | 6  | 7 | 9  | 21 | 27 | −6  | 25 |
| 10 | Mushuc Runa          | 22 | 5  | 9 | 8  | 26 | 33 | −7  | 24 |
| 11 | El Nacional          | 22 | 6  | 3 | 13 | 17 | 34 | −17 | 21 |
| 12 | Deportivo Quito      | 22 | 3  | 4 | 15 | 15 | 41 | −26 | 13 |

## Final
|                 | 16 december 2015 | Emelec | 3 – 1   | LDU Quito | Estadio Reales Tamarindos |                           |
| 19:15 UTC–05:00 | 19:15 UTC–05:00  |        | (1 – 0) |           | Portoviejo Publik: 14 023 | Portoviejo Publik: 14 023 |
| 19:15 UTC–05:00 | 19:15 UTC–05:00  |        |         |           | Portoviejo Publik: 14 023 | Portoviejo Publik: 14 023 |
| 19:15 UTC–05:00 | 19:15 UTC–05:00  |        |         |           | Portoviejo Publik: 14 023 | Portoviejo Publik: 14 023 |

|                 | 21 december 2014 | LDU Quito | 0 – 0   | Emelec | Estadio Casa Blanca |       |
| 11:30 UTC–05:00 | 11:30 UTC–05:00  |           | (0 – 0) |        | Quito               | Quito |
| 11:30 UTC–05:00 | 11:30 UTC–05:00  |           |         |        | Quito               | Quito |
| 11:30 UTC–05:00 | 11:30 UTC–05:00  |           |         |        | Quito               | Quito |

## Sammanlagd tabell
De lag som vunnit antingen Primera Etapa eller Segunda Etapa står i fetstil. Vinnarna av dessa serier kvalificerar sig för final och därmed även för Copa Libartadores 2016. Vinnaren av finalen kvalificerar sig för Copa Sudamericana 2016. Det bästa laget i den sammanlagda tabellen utöver dessa två lag kvalificerar sig för Copa Libertadores, medan de tre följande lagen kvalificerar sig för Copa Sudamericana. De två sämsta lagen i den sammanlagda tabellen flyttas ner en division. Mästerskapssegraren står i fetstil.
| Nr | Lag                  | S  | V  | O  | F  | GM | IM | MS  | P  |
| -- | -------------------- | -- | -- | -- | -- | -- | -- | --- | -- |
| 1  | LDU Quito            | 44 | 26 | 11 | 7  | 70 | 36 | +34 | 89 |
| 2  | Emelec               | 44 | 25 | 13 | 6  | 83 | 38 | +45 | 88 |
| 3  | Independiente        | 44 | 23 | 10 | 11 | 80 | 54 | +26 | 79 |
| 4  | Barcelona            | 44 | 18 | 10 | 16 | 56 | 45 | +11 | 64 |
| 5  | Universidad Católica | 44 | 17 | 10 | 17 | 57 | 58 | −1  | 61 |
| 6  | Aucas                | 44 | 13 | 15 | 16 | 59 | 59 | 0   | 54 |
| 7  | River Ecuador        | 44 | 14 | 12 | 18 | 53 | 62 | −9  | 54 |
| 8  | Mushuc Runa          | 44 | 12 | 14 | 18 | 51 | 71 | −20 | 50 |
| 9  | El Nacional          | 44 | 14 | 7  | 23 | 45 | 58 | −13 | 49 |
| 10 | Deportivo Cuenca     | 44 | 11 | 15 | 18 | 46 | 64 | −18 | 48 |
| 11 | LDU Loja             | 44 | 13 | 7  | 24 | 45 | 70 | −25 | 46 |
| 12 | Deportivo Quito      | 44 | 10 | 12 | 22 | 48 | 78 | −30 | 42 |

ES - Etappsegrare och därmed kvalificerade till Copa Libertadores.

LM - Ligamästare och därmed även kvalificerade till Copa Sudamericana.
Färgkoder:
     – Kvalificerade för Copa Libertadores 2016 och Copa Sudamericana 2016

     – Kvalificerade för Copa Libertadores 2016

     – Kvalificerade för Copa Sudamericana 2016

     – Nedflyttade